# Opanasiv, Brovarî
Opanasiv (în ucraineană Опанасів) este un sat în așezarea urbană Kalîta din raionul Brovarî, regiunea Kiev, Ucraina.

## Demografie
Componența lingvistică a localității Opanasiv
     Ucraineană (98,47%)
     Rusă (1,53%)
Conform recensământului din 2001, majoritatea populației localității Opanasiv era vorbitoare de ucraineană (98,47%), existând în minoritate și vorbitori de rusă (1,53%).